# R. J. Ellory

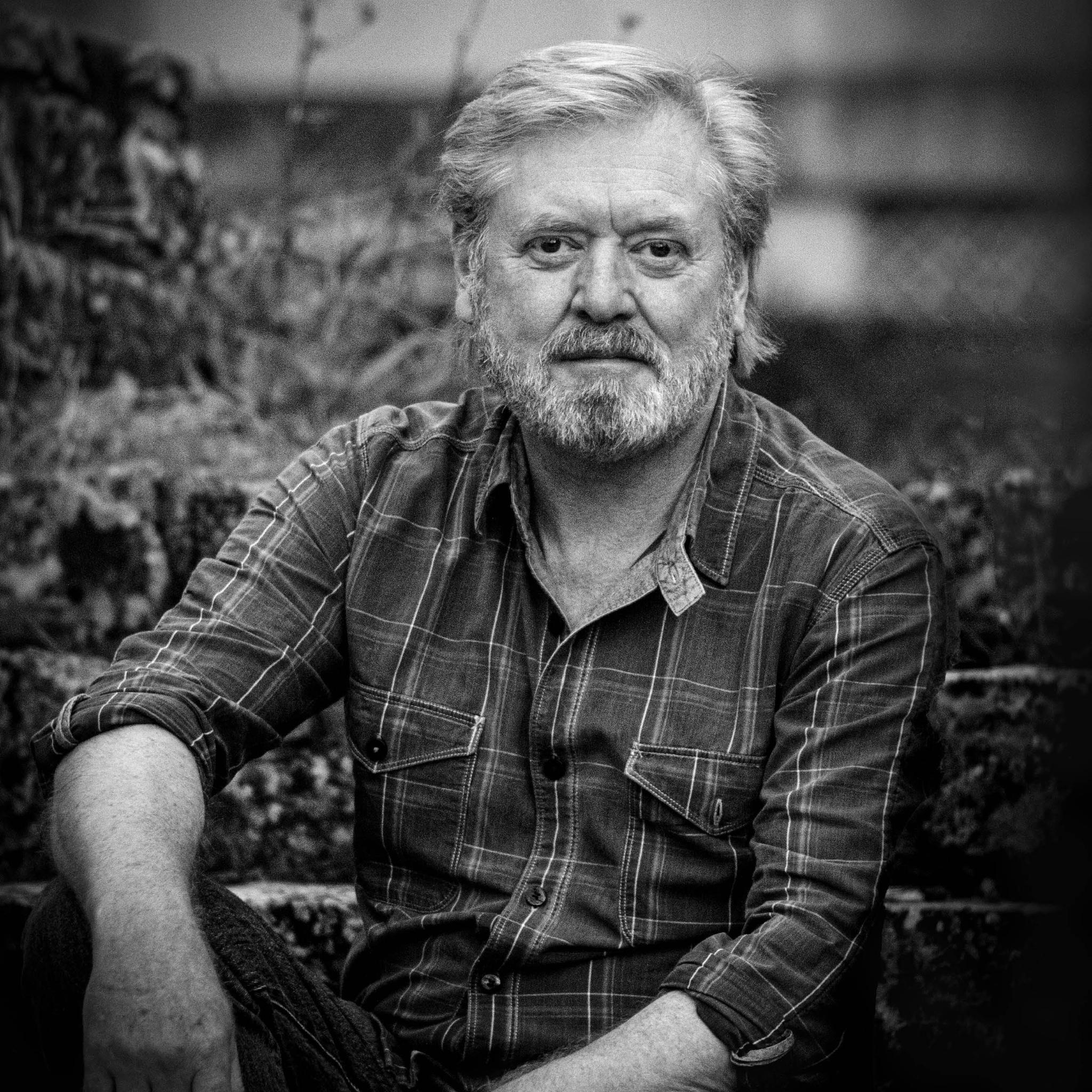
R. J. Ellory (2024)

Roger Jon Ellory (* 20. Juni 1965 in Birmingham) ist ein britischer Thriller-Autor.

## Leben
R. J. Ellory wuchs seit 1972 als Waise auf und verbrachte seine Kindheit und Jugend in verschiedenen Institutionen und Schulen. Ein Graphic-Design-Studium brach er nach einem Jahr ab und fing mit 22 Jahren an, Romane zu schreiben, von denen über zwanzig mit der Begründung abgelehnt wurden, amerikanische Romane eines englischen Schriftstellers verkauften sich nicht. 2003 wurde schließlich mit Candlemoth sein erster Roman verlegt, dem jährlich ein weiterer folgte, von denen viele in verschiedene Sprachen übersetzt wurden.
Ellory geriet im September 2012 in die Schlagzeilen, weil er zugeben musste, positive Besprechungen seiner eigenen Romane und negative Kritiken über Bücher anderer lebender Autoren unter Pseudonymen, z. B. Nicodemus Jones, auf der Amazon-Website platziert zu haben.
R. J. Ellory lebt in Birmingham.

## Auszeichnungen
- 2009 Prix Du Roman Noir Du Nouvel Observateur für Seul Le Silence (A Quiet Belief In Angels)
- 2010 Theakston's Old Peculier Crime Novel of the Year Award für A Simple Act of Violence

## Werke
- 2003 Candlemoth
  - Eine Zeit aus Feuer, dt. von Marlies Ruß; List, München 2003. ISBN 3-548-68056-9
- 2004 Ghostheart
- 2005 A Quiet Vendetta
- 2006 City of Lies
- 2007 A Quiet Belief in Angels
  - als Graphic Novel von Fabrice Colin und Richard Guérineau: Seul le silence, dt. von Saskia Funke: Nur noch Stille, All Verlag, Wipperfürth 2022. ISBN 978-3-96804-134-6
- 2008 A Simple Act of Violence
  - Vergib uns unsere Sünden, dt. von Walter Ahlers; Goldmann, München 2010. ISBN 978-3-442-47210-9
- 2009 The Anniversary Man
  - Tag der Sühne, dt. von Stefan Lux; Goldmann, München 2011. ISBN 978-3-442-47211-6
- 2010 Saints of New York
  - Der Schrei der Engel, dt. von Stefan Lux; Goldmann, München 2013. ISBN 978-3-442-47585-8
- 2011 Bad Signs
- 2012 A Dark and Broken Heart
- 2013 The Devil and the River